# Реньє де Грааф
Реньє́ де Гра́аф, часто Рен'є де Грааф, правильніша вимова «Ре́йнір де Ґра́аф» (нід. Reinier de Graaf, лат. Reijnerus de Graeff, англ. Regnier de Graaf) — нідерландський анатом та фізіолог, відомий відкриттями у галузі статевої системи.

## Біографія
Народився у місті Схонговені, можливо, є родичем аристократичного роду де Граафів. Вивчав медицину в Утрехтському та Лейденському університетах.

## Відкриття
Грааф здійснив виняткову роботу в області дослідження статевої системи, зробивши багато відкриттів та системазувавши відкриття попередників. Примітно, що він не використовував у своїх дослідах мікроскопа, хоча і згадує цей прилад. Науковий доробок Граафа включає опис сім'яних канальців, вивідних проток, жовтого тіла. Досліджуючи функції фаллопієвих труб, він описав їхню водянку (hydrosalpinx), вважаючи її одною з причин жіночого безпліддя. Йому приписують винахід шприца.
На честь Граафа названі яєчникові пухирці. Сам він визнає, що не відкрив їх, але першим описав їхній розвиток. Окрім того, Граафу належить і першість в описі феномену жіночої еякуляції. Сам він зв'язав її з ділянкою у піхві, тією самою, яку згодом назвали на честь німецького гінеколога Ернста Грефенберга (G-точка) . Вивчаючи механізм травлення, він провів унікальні досліди зі збирання слини та шлункового соку за допомогою запропонованої ним методики накладання фістул.
Проте, поряд з відкриттями, істинність яких пізніше підтвердилася, описи Граафа місять у собі й помилки. Так, він прийняв яєчникові пухирці за яйцеклітини, вважав сім'яні пухирці сховищем сперматозоїдів. Засновуючись на дослідах над кролями і описі позаматкової вагітності жінки, він припустив, що плід розвивається з яйцеклітини, чоловіча сім'яна рідина тільки провокує її розвиток у матці.